# Manuel Summers Rivero
Manuel Summers Rivero (Huelva, 26 de març de 1935-Ib., 12 de juny de 1993) va ser un director de cinema i humorista espanyol.

## Biografia
Va néixer a Sevilla, el 26 de març de 1935, en el si d'una família andalusa acomodada d'origen irlandès. Era fill de Francisco Summers, fiscal de l'Estat. És pare del cantant David Summers —músic espanyol, vocalista, baixista i compositor d'Hombres G— i de Cheyenne Summers —actriu espanyola de doblatge i locució—, i germà del periodista Guillermo Summers —presentador i guionista de televisió.
Els seus films es caracteritzen per una barreja d'humor negre i caràcter satíric.
Va ser precursor a donar a conèixer l'humor de la ciutat de Lepe, en passar els estius allí, on va prendre contacte amb els vilatans —va ser declarat Fill Predilecte de Lepe i dona nom a una cèntrica plaça de la ciutat— i en la qual mantenia una residència d'estiu.
El seu primer treball, Del rosa al amarillo, Conquilla de Plata al Festival Internacional de Cinema de Sant Sebastià 1963, fou seguit d'altres com La niña de luto o Juguetes rotos. Per desgràcia, l'escàs reconeixement de la majoria dels films de la seva primera etapa va motivar un progressiu canvi de registre cap a un cinema més comercial, com el cas d' Adiós cigüeña, adiós, sobre una parella de pares adolescents, que fins i tot va tenir una seqüela titulada El niño es nuestro.
En 1980 dirigeix Ángeles gordos en coproducció amb els Estats Units i rodada a Nova York.
En els anys vuitanta va tornar a la senda de l'èxit amb la «trilogia de la cambra oculta»: To er mundo é güeno, que va obtenir un gran èxit de públic i va provocar les dues seqüeles següents, To er mundo é mejó i To er mundo é demasiao. Eren pel·lícules sense argument, que basaven el seu desenvolupament en contínues bromes de carrer provocades pel director, que van gaudir d'enorme èxit en el seu moment, alguna de les quals van ser gairebé mítiques, com aquella on es va introduir un lleó en un urinari públic. Va comptar amb la col·laboració del seu germà Guillermo i de curiosos personatges, com a boxadors o nans.
En 1986 Summers va rodar Me hace falta un bigote, pel·lícula protagonitzada por ell mateix i amb referències a la seva primera pel·lícula, Del rosa al amarillo, on narra amb tendresa la història d'un amor infantil impossible, on es barregen ficció i realitat en una història entranyable i nostàlgica. La pel·lícula, malgrat ser considerada per cert sector de la crítica com un dels seus millors títols, va fracassar comercialment, la qual cosa va motivar que es rescabalés dirigint altres dues interpretades pel grup Hombres G titulades Sufre Mamón i Suéltate el pelo, que van tornar a ser un inevitable èxit en taquilla, en estar el conjunt de moda en el seu moment. Aquests dos títols —com ja ho fossin els de la trilogia de la cambra oculta—, van ser notablement vilipendiades per la crítica —Carlos Aguilar en la seva Guia del vídeo-Cine qualifica a la primera d'«engendre demencial i insofrible»— i van suposar el seu comiat cinematogràfic.
En 1992 va rebre la Medalla de Plata d'Andalusia.
Summers va treballar també com a tècnic en TVE i com humorista gràfic a mitjans com Hermano Lobo, ABC i Sábado Gráfico. Per una col·laboració en aquesta última revista va ser processat el 1971 per un jutjat de Madrid a causa unes vinyetes que segons l'acusació feien escarn de la religió catòlica.
Va morir a Sevilla el 12 de juny de 1993, als 58 anys, víctima d'un càncer de còlon.

## Premis
Medalles del Cercle d'Escriptors Cinematogràfics
| Any  | Categoria             | Pel·lícula                          | Resultat  |
| ---- | --------------------- | ----------------------------------- | --------- |
| 1963 | Millor guió           | Del rosa al amarillo                | Guanyador |
| 1963 | Premi Antonio Barbero | Del rosa al amarillo                | Guanyador |
| 1965 | Millor actriu         | Sonia Bruno per El juego de la oca  | Guanyador |
| 1970 | Millor guió           | Urtain, el rey de la selva... o así | Guanyador |
| 1973 | Millor guió           | El niño es nuestro                  | Guanyador |
| 1981 | Millor director       | Ángeles gordos                      | Guanyador |

### Filmografia com a director
- El Viejecito (1959). Projecte de fi de carrera per a l'Institut de Ciències Cinematogràfiques de Madrid.
- Del rosa al amarillo (1963). Guanyadora de la Conquilla de Plata del Festival de Cinema de Sant Sebastià.
- La niña de luto (1964). Menció especial al Festival de Canes.
- El juego de la oca (1966).
- Juguetes rotos (1966). Premi Especial del Jurat al Festival de Cinema de Valladolid.
- No somos de piedra (1968).
- ¿Por qué te engaña tu marido? (1969).
- Urtain, el rey de la selva... o así (1969).
- Adiós, cigüeña, adiós (1971).
- El niño es nuestro (1973)
- Ya soy mujer (1975).
- Mi primer pecado (1976).
- Ángeles gordos (1980). Coproducció amb els Estats Units rodada a Nova York.
- To er mundo é güeno (1982).
- To er mundo é... ¡mejó! (1982).
- La Biblia en pasta (1984).
- To er mundo é... ¡demasiao! (1985).
- Me hace falta un bigote (1986).
- Sufre mamón (1987).
- Suéltate el pelo (1988).
- El beatio de 2000W (1991).

### Filmografia com a actor
- La niña de luto, de Manuel Summers.
- Aunque la hormona se vista de seda, de Vicente Escrivá (1971).
- Black story. La historia negra de Peter P. Peter, de Pedro Lazaga (1971).
- Vente a Alemania, Pepe, de Pedro Lazaga (1971).
- Polvo eres..., de Vicente Escrivá (1974).
- Juegos de Sociedad, de José Luis Merino (1974)
- Yo la vi primero, de Fernando Fernán Gómez (1974).
- De profesión: polígamo, d'Angelino Fons (1975).
- El primer divorcio, de Mariano Ozores (1981)
- Me hace falta un bigote, de Manuel Summers.

### Filmografia com a productor
- La niña de luto, de Manuel Summers.

### Filmografia com a guionista
- Del rosa al amarillo, de Manuel Summers.
- Urtain, el rey de la selva... o así, de Manuel Summers.

## Llibres d'humor gràfic
- Politik.
- Los pecados de Summers.